# Rogger Vergara Adrianzén
Rogger Vergara Adrianzén es un guionista, director y productor peruano de cine y televisión. Inició su carrera de guionista con el largometraje de terror "Maligno" (2016), y luego coescribió “La Pampa” (2023), película ganadora de  20 premios internacionales, acerca de los horrores de la minería ilegal y el tráfico humano en Madre de Dios. También coescribió los largometrajes "La Niña del Azúcar", "Iquitos Isla Bonita", "Habla Promo" y "Separada pero nunca sola", además de trabajar en diversas películas de género peruanas.
En televisión, es coguionista de las telenovelas “Ojitos Hechiceros” (2018-2019), “Colorina” (2017-2018), “Chapa tu Combi” (2019-2020), “Mi Vida sin Ti” (2020), “Maricucha” (2022), seis episodios de la segunda temporada de "La Rosa de Guadalupe: Perú" y "Super Ada" (2024). 
Vergara Adrianzén administra la empresa cinematográfica peruana La Taberna Studios, que viene desarrollando desde el 2018 diversos títulos para cine y televisión.

## Vida y carrera

### Biografía
Nacido en Santiago de Surco (Lima, Perú), vivió su infancia en Arequipa. Se graduó de Ciencias de la Comunicación con mención en Comunicación Audiovisual en la Pontificia Universidad Católica del Perú en el 2011.

### Carrera en el cine
Después de realizar el cortometraje homenaje al género tokusatsu "Chicha Sentai", empezó a trabajar en el rubro cinematográfico con "Secreto Matusita" (2014), película de terror del director peruano Dorian Fernández-Moris, director y productor con el que trabajaría nuevamente en "Cementerio General 2" (2015), "Maligno" (2016), "La Pampa" (2023), "Iquitos Isla Bonita" (2023), "No abras la puerta" (2025), "Habla Promo" (2026), "Boulevard" y "Separada pero nunca sola" (2026).

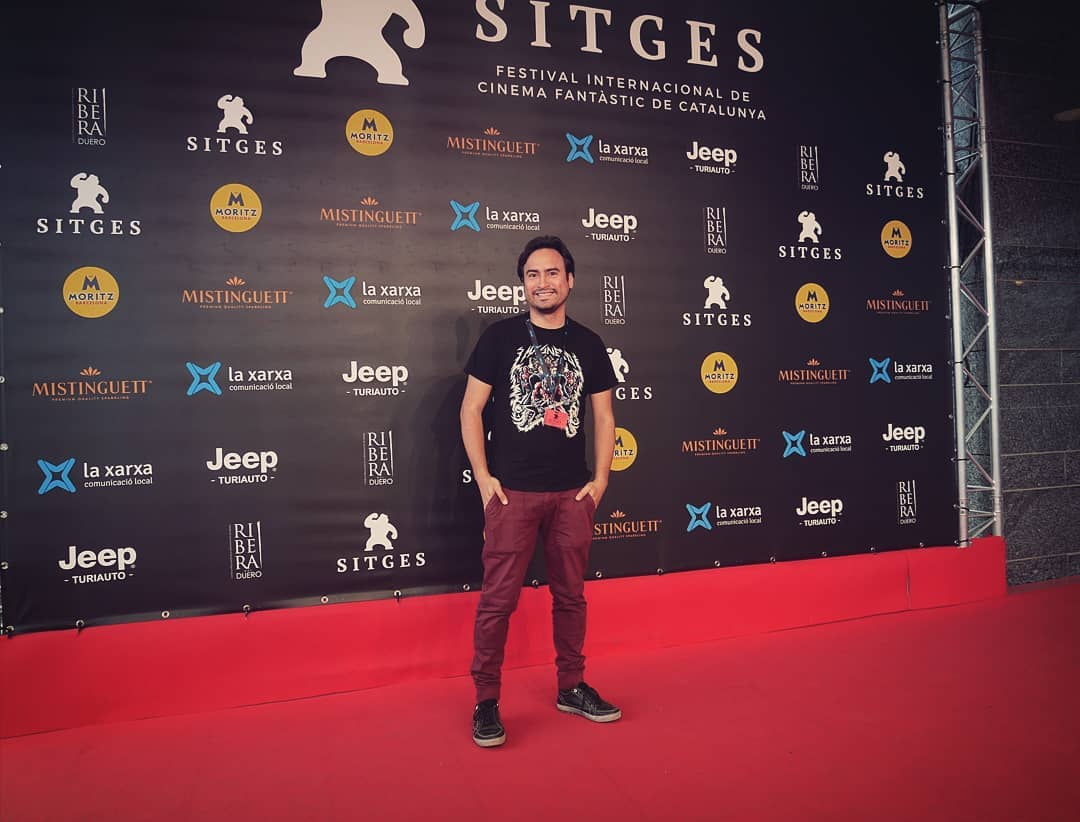
Vergara Adrianzén en el Festival de Cine Fantástico de Cataluña, Sitges, 2019.

Destaca también su cortometraje "El Juego" (2019), ganador de 11 premios y seleccionado a competir por el Premio Brigadoon Paul Naschy en el Festival Internacional de Cine Fantástico de Cataluña - SITGES (España).
Por "La Pampa", Vergara Adrianzén recibió los premios a 
"Mejor Guion" en el 18 Festival Internacional de Cine de Rengo, 2022, Chile, el "Premio Luna a Mejor Guion" en el 15 Islantilla Cinefórum Film Festival 2022, Españay el Premio «Argentores» al Mejor Guion de Ficción en el 4 FESTIHUR – Festival de Cine de Hurlingham 2023, Argentina.

### Carrera en televisión
Su carrera en televisión comenzó con "Colorina", adaptación peruana de la clásica telenovela chilena de Arturo Moya Grau, y adaptada para Perú por Eduardo Adrianzén, con quien también co-escribiría "Ojitos Hechiceros", "Chapa tu Combi", "Mi Vida Sin Ti", "Maricucha", "La Rosa de Guadalupe: Perú" y "Súper Ada". Actualmente, Vergara Adrianzén se encuentra desarrollando la serie de televisión inspirada en su cortometraje homónimo, titulada "Chicha Sentai: La Serpiente y el Puma", que tiene un elenco adolescente de diversas regiones del Perú.

### Teatro
- Remate Navideño (2021) con Stephanie Vergara y Sylvia Majo.[11]
- Un Conjuro en el Baño (2023) con Stephanie Vergara y Valquiria Che-Piú.[12]
- Esta Obra me costó un Huevo (2025) con Stephanie Vergara y Martín Velásquez.